# Close Your Eyes (Bernice Petkere)
Close Your Eyes è una canzone popolare statunitense scritta da Bernice Petkere e pubblicata nel 1933. 

## Interpretazioni
- Ruth Etting (1933)
- Al Bowlly (1933)
- Comedian Harmonists (1934)
- Johnny Bode (1934)
- Harry Belafonte (1949)
- Tony Bennett (1954)
- Humphrey Lyttelton (1956)
- Ella Fitzgerald (1957)
- Oscar Peterson (1959)
- Vic Damone (1962)
- Doris Day (1957) - Day By Night, & Duet (1962)
- Peggy Lee (1963)
- Nancy Wilson (1964)
- Kurt Elling (1995)
- Liza Minnelli (1996)
- Betty Carter (1996)
- Stacey Kent (1997)
- Don Tiki (1997)
- Queen Latifah (2004)
- Terez Montcalm (2007)
- Loston Harris (2008)
- Nellie McKay (2009)
- Alexis Cole (2013)
- Liv Stoveland (2010)